# Ferreira (Macedo de Cavaleiros)
Ferreira is een plaats (freguesia) in de Portugese gemeente Macedo de Cavaleiros en telt 222 inwoners (2001).